# Filmicca
Filmicca (estilizado em letras maiúsculas, FILMICCA) é uma distribuidora e serviço de streaming de filmes independentes e autorais que são selecionados por uma curadoria de artes.

## História
Antecedentes
Supo Mungam Films
A Supo Mungam Films foi criada em 2014 por Gracie P e Pedro H. Leite. Em 2018 foi uma das distribuidoras de cinema apoiadoras do Festival Varilux de Cinema Francês. Em dezembro de 2020, foi iniciada uma parceria com a Versátil Home Vídeo para lançar em blu-ray Portrait de la jeune fille en feu (bra:Retrato de uma Jovem em Chamas) no Brasil no dia 8 de março de 2021, em homenagem ao Dia Internacional da Mulher. Posteriormente, foram anunciados os lançamento dos filmes Transit (bra:Em Trânsito), The Piano (bra/prt:O Piano) e You Were Never Really Here (bra: Você Nunca Esteve Realmente Aqui).
Em dezembro de 2020, a distribuidora lançou no Brasil o próprio serviço de streaming, o Supo Mungam Plus, que tem seu acervo focado no cinema independente. A partir de 15 de janeiro de 2021, passou a transmitir o My French Film Festival.
Filmicca
Em 12 de novembro de 2021, as marcas Supo Mungam Films e Supo Mungam Plus foram substituídos pelo serviço de streaming FILMICCA, mas mantendo a mesma curadoria. Para o seu lançamento, cinco títulos foram disponibilizados gratuitamente para serem exibidos de 12 de novembro a 12 de dezembro de 2021. 

## Alguns dos títulos
Lançados originalmente com o selo Supo Mungam Films
- Portrait de la jeune fille en feu (bra:Retrato de uma Jovem em Chamas)[12]
- The Piano (bra/prt:O Piano)[6]
- Jusqu'à la garde (bra:Custódia)[13]
- As You Are (bra:Como Você É)[14]
- You Were Never Really Here (bra: Você Nunca Esteve Realmente Aqui)[7]